# 坛萼泡囊草
坛萼泡囊草（学名：Physochlaina urceolata），为茄科泡囊草属下的一个植物种。